# Mosty u Jablunkova
Mosty u Jablunkova (in tedesco Mosty bei Jablunkau) è un comune della Repubblica Ceca facente parte del distretto di Frýdek-Místek, nella regione della Moravia-Slesia.